# Litewska Socjalistyczna Republika Radziecka
Litewska Socjalistyczna Republika Radziecka, Litewska SRR, radziecka Litwa, LSRR (lit. Lietuvos Tarybų Socialistinė Respublika, ros. Литовская Советская Социалистическая Республика) – twór polityczny powstały w lipcu 1940 roku w wyniku aneksji Pierwszej Republiki Litewskiej przez Związek Socjalistycznych Republik Radzieckich, rozwiązany ostatecznie we wrześniu 1991 roku, gdy kraje Zachodu uznały niepodległość Republiki Litewskiej i została ona przyjęta do Organizacji Narodów Zjednoczonych.
Litewska Socjalistyczna Republika Radziecka była po raz pierwszy proklamowana w grudniu 1918 roku. W lutym 1919 roku weszła w skład Litewsko-Białoruskiej Socjalistycznej Republiki Rad (LitBieła) i ostatecznie zlikwidowana przez polską ofensywę w sierpniu 1919 roku. Plany bolszewików dotyczące inwazji Litwy w lecie 1920 roku i proklamowania Litewskiej SRR zostały zniweczone przez klęskę Armii Czerwonej w bitwie warszawskiej, a następnie bitwie nad Niemnem, gdy ofensywa Wojska Polskiego doprowadziła do zerwania kontaktu Armii Czerwonej z terytorium Litwy.
23 sierpnia 1939 roku III Rzesza i Związek Socjalistycznych Republik Radzieckich zawarły tajny układ (pakt Ribbentrop-Mołotow), w którym Litwę umieszczono w niemieckiej strefie wpływów. 28 września 1939 roku w pakcie o granicach i przyjaźni pomiędzy III Rzeszą a ZSRR Litwa została przesunięta do strefy wpływów ZSRR, w zamian za Lubelszczyznę, która przeszła do strefy niemieckiej. Na podstawie traktatu sowiecko-litewskiego z 10 października 1939 na terytorium Litwy zostały utworzone bazy Armii Czerwonej, zaś ZSRR przekazał Litwie okupowane po agresji na Polskę Wilno wraz z okręgiem.
W czerwcu 1940, po serii prowokacji związanych ze stacjonującą na Litwie Armią Czerwoną, 14 czerwca 1940 roku ZSRR przedstawił Litwie ultimatum, żądając zgody na okupację kraju przez Armię Czerwoną, która 15 czerwca 1940 w sile 150-tysięcy żołnierzy rozpoczęła okupację Litwy i obsadziła granicę litewsko-niemiecką. Prezydent Litwy Antanas Smetona zbiegł na terytorium Niemiec, władzę objął rząd kierowany przez kryptokomunistę Justasa Paleckisa, który sprawował władzę jednocześnie prezydenta i premiera Litwy. 21 lipca 1940 komuniści litewscy proklamowali Litewską Socjalistyczną Republikę Radziecką, która 3 sierpnia tego samego roku formalnie weszła w skład ZSRR. Kilkanaście dni przed napadem Niemiec na ZSRR, NKWD rozpoczęło masowe deportacje Litwinów na Syberię, które do wybuchu wojny objęły ok. 35 tysięcy osób.
W lipcu 1944 Armia Czerwona ponownie okupowała terytorium Litwy, przywracając Litewską SRR. Na terenach tego kraju osiadło wtedy wielu Rosjan, których potomkowie, w większości, pozostali tam do dziś.
Początkowo władze Litewskiej SRR prowadziły akcję lituanizacji mniejszości narodowych, jednak w 1950 r. władze centralne w Moskwie poleciły złagodzić politykę językową. W tym okresie zaczęto organizować na Litwie polskie szkolnictwo (szkoły podstawowe, średnie, seminarium nauczycielskie).
Powstał Ruch Walki o Wolność Litwy. Partyzantka litewska działająca w latach 1944–1953 (tzw. Leśni Bracia) była ruchem niepodległościowym łączącym zbrojny i cywilny charakter, stawiającym sobie za cel sprzeciwienie się aneksji Litwy przez ZSRR i budowę demokratycznej, niepodległej Litwy.
Litewska Socjalistyczna Republika Radziecka przestała istnieć faktycznie po 11 marca 1990 roku, gdy Rada Najwyższa Litewskiej SRR wydała deklarację niepodległości, a pierwszym krajem, który ją wówczas uznał była Islandia. Aż do sierpnia 1991 roku – kiedy to niepodległość tego kraju uznały wszystkie kraje członkowskie NATO i Unii Europejskiej – Litwa i inne kraje bałtyckie traktowane były przez władze w Moskwie jako część ZSRR.

## Demografia Litewskiej Socjalistycznej Republiki Radzieckiej
| Spis | Narodowość | Populacja w tys. | % populacji |
| ---- | ---------- | ---------------- | ----------- |
| 1959 | Litwini    | 2150             | 79,3        |
| 1959 | Rosjanie   | 231              | 8,6         |
| 1959 | Polacy     | 230              | 8,5         |
| 1959 | Inni       | 100              | 3,6         |
| 1970 | Litwini    | 2507             | 80,1        |
| 1970 | Rosjanie   | 268              | 8,6         |
| 1970 | Polacy     | 240              | 7,7         |
| 1970 | Inni       | 113              | 3,6         |

- Na podstawie: Ochmański Jerzy; Historia Litwy, Wrocław 1982.